# Teorema di Egorov
In teoria della misura, il teorema di Egorov, detto anche teorema di Severini-Egorov, stabilisce una condizione per la convergenza uniforme di una successione di funzioni misurabili convergenti puntualmente. È stato dimostrato indipendentemente da Carlo Severini e Dmitrij Egorov, rispettivamente nel 1910 e 1911.

## Enunciato
Sia dato uno spazio metrico separabile (M,d). Data una successione (fn) di funzioni a valori in M, con dominio in uno spazio di misura (X,Σ,μ) e un sottospazio misurabile A di X di misura finita, dove (fn) converge puntualmente quasi ovunque a una funzione f, allora vale che per ogni ε > 0, esiste un sottospazio misurabile B di A tale che μ(B) < ε e tale che (fn) converge uniformemente sul sottospazio misurabile A\B